# Jimaní
Jimaní é a capital e a segunda maior cidade da província de Independencia, na República Dominicana.
Sua população estimada em 2012 era de 13 992 habitantes.